# Мурфатлар
Мурфатлар (рум. Murfatlar) — місто у повіті Констанца в Румунії. Адміністративно місту також підпорядковане село Сімінок (населення 1058 осіб, 2002 рік).
Місто розташоване на відстані 186 км на схід від Бухареста, 18 км на захід від Констанци, 142 км на південь від Галаца.

## Населення
За даними перепису населення 2002 року у місті проживали 10 857 осіб.
Національний склад населення міста:
| Національність   | Кількість осіб | Відсоток |
| ---------------- | -------------- | -------- |
| румуни           | 9801           | 90,3%    |
| татари           | 705            | 6,5%     |
| цигани           | 272            | 2,5%     |
| турки            | 62             | 0,6%     |
| росіяни-липовани | 9              | 0,1%     |
| угорці           | 5              | < 0,1%   |
| болгари          | 2              | < 0,1%   |
| німці            | 1              | < 0,1%   |

Рідною мовою назвали:
| Мова       | Кількість осіб | Відсоток |
| ---------- | -------------- | -------- |
| румунська  | 10086          | 92,9%    |
| татарська  | 567            | 5,2%     |
| циганська  | 133            | 1,2%     |
| турецька   | 60             | 0,6%     |
| російська  | 5              | < 0,1%   |
| угорська   | 4              | < 0,1%   |
| німецька   | 1              | < 0,1%   |
| болгарська | 1              | < 0,1%   |

Склад населення міста за віросповіданням:
| Релігія        | Кількість осіб | Відсоток |
| -------------- | -------------- | -------- |
| православні    | 9694           | 89,3%    |
| мусульмани     | 771            | 7,1%     |
| п'ятдесятники  | 249            | 2,3%     |
| баптисти       | 78             | 0,7%     |
| римо-католики  | 31             | 0,3%     |
| адвентисти     | 7              | 0,1%     |
| греко-католики | 5              | < 0,1%   |
| лютерани       | 2              | < 0,1%   |
| атеїсти        | 2              | < 0,1%   |
| унітарії       | 1              | < 0,1%   |

## Зовнішні посилання
- Дані про місто Мурфатлар на сайті Ghidul Primăriilor [Архівовано 7 травня 2009 у Wayback Machine.]